# در آخرین لحظه (فیلم ۱۳۵۲)
در آخرین لحظه فیلمی به کارگردانی ناصر محمدی و نویسندگی احمد نجیب زاده محصول سال ۱۳۵۲ است.

## خلاصه داستان
فرهاد (منوچهر وثوق) و طاهر (رضا بیک ایمانوردی) دو دوست و شریک هستند که کاباره‌ای را اداره می‌کنند. فرهاد در سفر به شمال با نازی (افروز) آشنا و به او علاقه مند می شود. نازی صدای گرمی دارد و محمود (منوچهر پوراحمد)، که کاباره دار رقیب فرهاد و طاهر است، می کوشد نازی را در کاباره ی خود استخدام کند. فرهاد برای استخدام چند خواننده به اروپا می رود و در آنجا بر اثر تصادف یک دست خود را از دست می دهد. فرهاد که می داند نازی او را نخواهد پذیرفت مدتی در اروپا می ماند تا شاید نازی را فراموش کند. نازی که خبری از فرهاد ندارد در کاباره ی محمود مشغول به کار می شود؛ اما در لحظه ای که محمود قصد اغفال او را دارد طاهر سر می رسد و از او حمایت می کند. نازی که از شراکت و دوستی طاهر و فرهاد بی خبر است در کاباره ی طاهر مشغول کار می شود. طاهر به تدریج به نازی علاقه مند می شود، ونازی اعلام می کند که کماکان فرهاد را دوست دارد. طاهر فرهاد را می یابد و نزد نازی می برد. نازی برای آنکه ثابت کند از افراد معلول نفرت ندارد مصمم است دست خود را با تبر قطع کند؛ اما طاهر در آخرین لحظه سر می رسد و او را از این کار باز می دارد.

## بازیگران
- رضا بیک ایمانوردی
- منوچهر وثوق
- افروز
- منوچهر پوراحمد
- حمیده خیرآبادی
- غلامحسین بهمنیار
- طاووس
- مهری ودادیان
- نعمت‌الله گرجی
- فرهاد حمیدی
- علی دهقان
- جلال موسوی
- مافی
- ذبیح‌الله ذبیح‌پور
- امیر
- نریمان شیری فرد